# Kaltenhouse
Kaltenhouse – miejscowość i gmina we Francji, w regionie Grand Est, w departamencie Dolny Ren.
Według danych na rok 1990 gminę zamieszkiwało 1695 osób, 456 os./km².